# Félix Fernández (poeta)
Félix Fernández (Itauguá, 18 de maio de 1897 — 13 de setembro de 1984) foi um compositor e poeta paraguaio.